# Hil·lel II
Hil·lel II (en hebreu: הלל הנשיא) va tenir el càrrec de Nasí (Príncep) del Sanedrí entre els anys 320 i 385. És considerat el creador del calendari hebreu modern.
De vegades se'l confon amb Hil·lel el Vell, perquè al Talmud sovint se l'esmenta només amb el seu nom "Hil·lel".

## Consideració social
Era fill de Judà III al qual va succeir en el càrrec de nasi. Aviat després d'obtenir el seu títol, va adquirir fama d'autoritat com a jutge. En dues ocasions el seu nom és esmentat en relació amb importants decisions amb relació a la llei jueva: en una Josep ben Abin, un destacat redactor de lleis, li demanava opinió sobre una llei que havia escrit; en l'altra, Hil·lel citava la Mixnà per establir la llei.
Se li atribueix la creació del calendari actual hebreu. La primera citació al respecte està en un responsum de R. Hai Gaon (començaments del s.XI) i citat per R. Abraham bar Hiyya en la seva obra Sefer Ha'ibbur, escrita el 1123. El tema d'aquell  responsum era la intercalació d'un any en cada cicle de 19 anys, per tant com a mínim es pot inferir d'aquest escrit que Hil·lel va ser el responsable de l'adopció d'aquest cicle i de l'any intercalar. Altres creuen que hi ha més coses que es poden deduir d'aquest text. La citació explícitament es refereix a l'any en què aquest esdeveniment es va iniciar, el 670 de l'era Selèucida, que correspon a l'any 358/9 dC. La lluna nova (molad) del tixríof (el primer mes el seu calendari) d'aquell any 4119 va ser un dissabte de 23 hores i 233 parts. En el calendari Gregorià aquell dia va ser el dissabte 20 de setembre, 0358 i es va iniciar a les 17:12. El cap d'any (Roix ha-Xanà) va començar el divendres al vespre, segons l'estudi de la lluna, va haver una lluna plena molt brillant que es va deixar de veure a les 4:11 AM, una hora i 34 minuts abans de la sortida del sol. La importància d'això es pot llegir al Talmud.
Els autors que han estudiat la història del calendari hebreu, en general estan d'acord (i hi ha moltes proves que ho demostren al Talmud i en altres textos rabínics) que en la pràctica, l'evolució del calendari fins a arribar a la seva forma actual és el resultat d'un procés gradual a través dels segles des del seu inici fins a la forma present que és la que es va adoptar cap al segle xviii o XIX. Sacha Stern és qui millor ha demostrat aquest punt de vista.

## Implicació en el calendari
La tradició rabínica li atribueix una proposta de llei que va demostrar ser d'incalculable benefici per als correligionaris del seu temps i de les generacions següents. El calendari jueu és lunisolar, això implica que els mesos van sincronitzats amb les fases de la lluna però també que la llargada de l'any s'aproxima a la durada d'una volta del planeta Terra al sol. El propòsit de tenir un calendari lunisolar és assegurar que les festivitats que estan lligades a dates fixes segons els mesos lunars, només es poen celebrar una vegada a l'any i coincidint amb les estacions descrites a la Bíblia. Perquè la primera part sigui possible cal afegir un dia intercalar en el mes que sigui requerit i per assegurar la segona part cal afegir un mes intercalar l'any que sigui requerit.
Aquestes intercalacions les determinava un comitè especial del Sanedrí. L'emperador Constanci II, seguint els precedents en època d'Hadrià, va prohibir les reunions del sanedrí així com la venda d'articles relacionats amb la religió jueva.
Tota la comunitat jueva que vivia fora de la terra d'Israel depenia de les decisions del sanedrí per santificar les festes de forma unificada amb la resta de jueus. A més, també estaven sota amenaça els missatgers que comunicaven les decisions a les congregacions situades en llocs llunyans. Temporalment i per alleugerir el patiment que algunes comunitats tenien, Huna ben Abin va demanar al rabí de la comunitat de Babilònia, anomenat Rava, que no esperés a la intercalació oficial amb el següent consell:«Quan estigueu convençuts que l'estació hivernal s'estendrà més enllà del setzè dia del nissan, declareu aquell any de traspàs i no dubteu en intercalar». Però com que les persecucions religioses van continuar, Hil·lel va decidir proveir un calendari que servís per fer els càlculs sempre; però en fer-ho es van tallar els llaços que unien els jueus de la diàspora amb la seva pàtria i amb el patriarcat.

## Relació amb l'emperador Julià
L'emperador Julià l'Apòstata tenia bona relació amb Hil·lel, al qual va afavorir en diverses ocasions. En una carta autògrafa adreçada a ell, Julià li assegurava la seva amistat i li prometia millores en la condició de vida dels jueus. Abans de sortir cap a la guerra contra el perses, Julià va adreçar una circular a les congregacions de jueus dins l'imperi romà informant-los que havia llançat a les flames les lleis que feien pagar impostos als jueus i que, desitjant demostrar el seu favor cap als jueus havia demanat al seu "germà", el venerable patriarca Julos, que abolís la recollida de més impostos.

## En la tradició cristiana
Segons el bisbe Epifani I de Constància Hil·lel va demanar ser batejat en el seu llit, estant a punt de morir. Sembla que abans del bateig ja tenia creences cristianes i en va deixar un seguidor que es deia Josep de Tiberies que el va imitar convertint-se ell també.